# Flusso zonale
In meteorologia, un flusso zonale è uno schema generale di circolazione atmosferica in direzione est-ovest o ovest-est, lungo le linee di latitudine terrestre; è perpendicolare quindi a un flusso meridionale.
In questo schema i cicloni extratropicali tendono ad essere più deboli, a muoversi più velocemente e con un impatto relativamente limitato sul tempo atmosferico locale. Un flusso zonale tende a causare contrasti di temperatura lungo la longitudine terrestre.